# Paraguay i olympiska sommarspelen 2008
Paraguay i olympiska sommarspelen 2008 bestod av 6 idrottare som blivit uttagna av Paraguays olympiska kommitté.

## Bordtennis
- Huvudartikel: Bordtennis vid olympiska sommarspelen 2008

Herrar
| Idrottare       | Gren   | Grundomgång          | Omgång 1             | Omgång 2             | Omgång 3             | Omgång 4             | Kvartsfinal          | Semifinal            | Final                |
| Idrottare       | Gren   | Motståndare Resultat | Motståndare Resultat | Motståndare Resultat | Motståndare Resultat | Motståndare Resultat | Motståndare Resultat | Motståndare Resultat | Motståndare Resultat |
| --------------- | ------ | -------------------- | -------------------- | -------------------- | -------------------- | -------------------- | -------------------- | -------------------- | -------------------- |
| Marcelo Aguirre | Singel | Jang (PRK) L 0-4     | Gick inte vidare     | Gick inte vidare     | Gick inte vidare     | Gick inte vidare     | Gick inte vidare     | Gick inte vidare     | Gick inte vidare     |

## Friidrott
- Huvudartikel: Friidrott vid olympiska sommarspelen 2008

Förkortningar
- Noteringar – Placeringarna avser endast löparens eget heat
- Q = Kvalificerad till nästa omgång
- q = Kvalificerade sig till nästa omgång som den snabbaste idrottaren eller, i fältgrenarna, via placering utan att uppnå kvalgränsen.
- NR = Nationellt rekord
- N/A = Omgången ingick inte i grenen
- Bye = Idrottaren behövde inte delta i denna omgång

Herrar
Fältgrenar
| Idrottare      | Gren          | Kval    | Kval      | Final            | Final            |
| Idrottare      | Gren          | Distans | Placering | Distans          | Placering        |
| -------------- | ------------- | ------- | --------- | ---------------- | ---------------- |
| Víctor Fatecha | Spjutkastning | 71.58   | 30        | Gick inte vidare | Gick inte vidare |

Damer
Fältgrenar
| Idrottare    | Gren          | Kval  | Kval      | Final            | Final            |
| Idrottare    | Gren          | Längd | Placering | Längd            | Placering        |
| ------------ | ------------- | ----- | --------- | ---------------- | ---------------- |
| Leryn Franco | Spjutkastning | 45.34 | 51        | Gick inte vidare | Gick inte vidare |

## Segling
Damer
| Seglare           | Gren         | Lopp | Lopp | Lopp | Lopp | Lopp | Lopp | Lopp | Lopp | Lopp | Lopp | Lopp | Summerad poäng | Finalplacering |
| Seglare           | Gren         | 1    | 2    | 3    | 4    | 5    | 6    | 7    | 8    | 9    | 10   | M*   | Summerad poäng | Finalplacering |
| ----------------- | ------------ | ---- | ---- | ---- | ---- | ---- | ---- | ---- | ---- | ---- | ---- | ---- | -------------- | -------------- |
| Florencia Cerutti | Laser radial | 28   | 2    | 23   | 23   | 26   | 25   | 17   | 7    | 19   | CAN  | EL   | 125            | 22             |

M = Medaljlopp; EL = Eliminerad – gick inte vidare till medaljloppet;

## Simning
- Huvudartikel: Simning vid olympiska sommarspelen 2008

## Skytte
- Huvudartikel: Skytte vid olympiska sommarspelen 2008